# Arquitectura hoysala

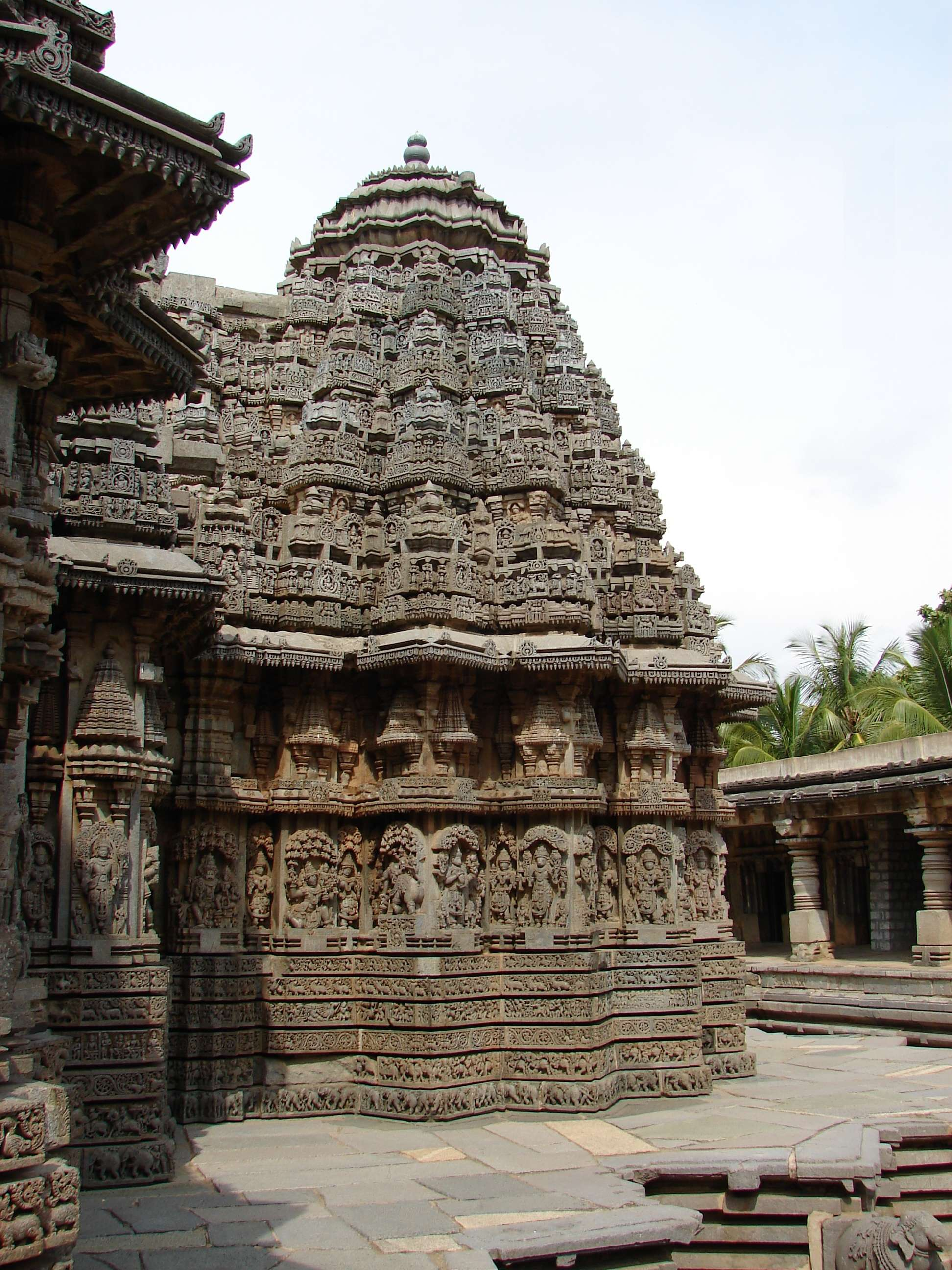
Diferentes elementos en el temple de Kesava, en Somanathapura.

La arquitectura hoysala es el estilo de las construcciones desarrolladas durante los siglos XI y XIV bajo control del Imperio hoysala, en la región conocida como Karnata, hoy día Karnataka, estado al suroeste de la India. Son muchos los templos, grandes y pequeños, edificados en el siglo XIII que se conservan como muestra del estilo arquitectónico hoysala, entre otros: el templo de Chennakesava, en Belur; el templo de Hoysaleswara, en Halebidu; y el  templo de Kesava, en Somanathapura. Una característica de la arquitectura de los templos hoysalas es su atención al detalle y la habilidad técnica de los artesanos, que también se ve en los templos de Belavadi, Amrithapura y Nuggehalli. Los estudios sobre el estilo revelan una escasa influencia indoaria mientras el impacto del estilo de la India meridional es más apreciable.
Los templos hoysalas, hoy uno de los principales destinos turísticos en Karnataka, permiten conocer  la arquitectura medieval hindú de la tradición drávida. Esa tradición nació en el siglo VIII bajo el patronazgo de la dinastía chalukya de Badami, se desarrolló durante el siglo XI por los chalukyas occidentales de Basavakalyan y finalmente, se transformó en un estilo independiente en el siglo XII, durante el reinado de los Hoysala. Inscripciones en canares medieval se muestran incisas en piedras de los templos, dando detalles sobre estos e información sobra la dinastía de los Hoysala.
El 15 de abril de 2014 el bien «Conjuntos sagrados de los Hoysala» fue inscrito en la Lista Indicativa de la India —paso previo a ser declarado Patrimonio de la Humanidad—, en la categoría de bien cultural (n.º ref 5898). Aproximadamente 100 templos del periodo hoysala perduran hoy. La nominación comprende dos grupos de monumentos (en Belur y en Halebidu) ricamente decorados con esculturas y tallas de piedra,  construidos por seguidores del vaishnavismo, el shaivismo y el jainismo. El templo Chennakeshava en Belur sigue siendo un importante lugar de peregrinaje.

Para mí, disfrutar de los templos de las dinastías chalukya tardía y Hoysala es uno de los grandes placeres de la vida. Amo estos templos porque sus diseños son lógicos y naturales, porque su arquitectura es ingenua, porque su ejecución es rica...
Gerard Foekema, prefacio de la Complete guide to Hoysala temples

Ejemplos de arquitectura hoysala
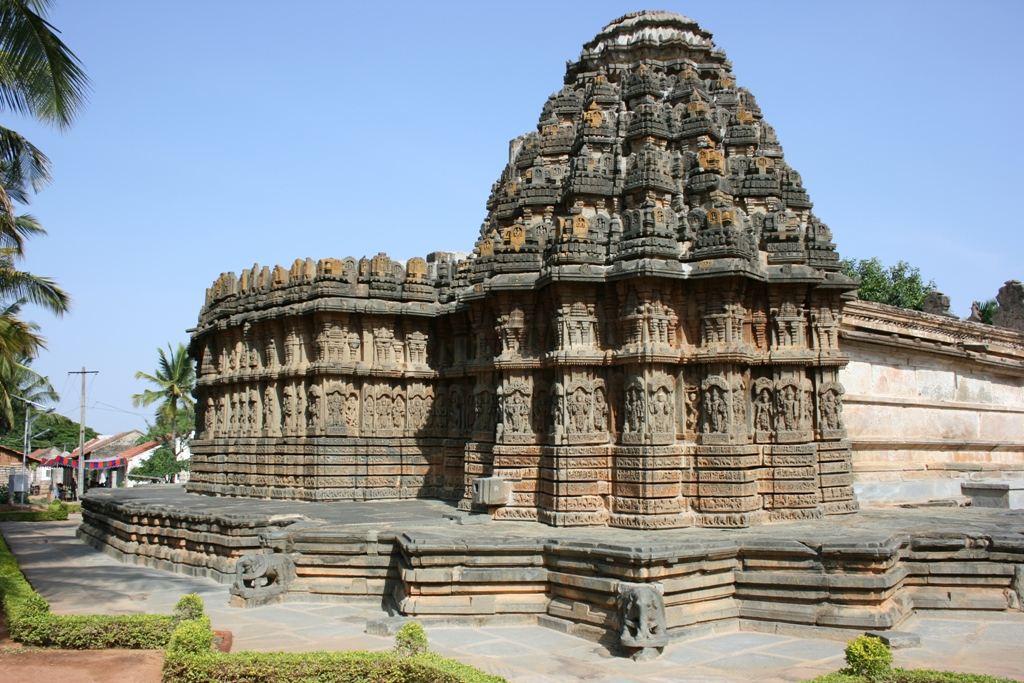
Planta estrellada del santuario en el templo de Chennakeshava, en Aralaguppe
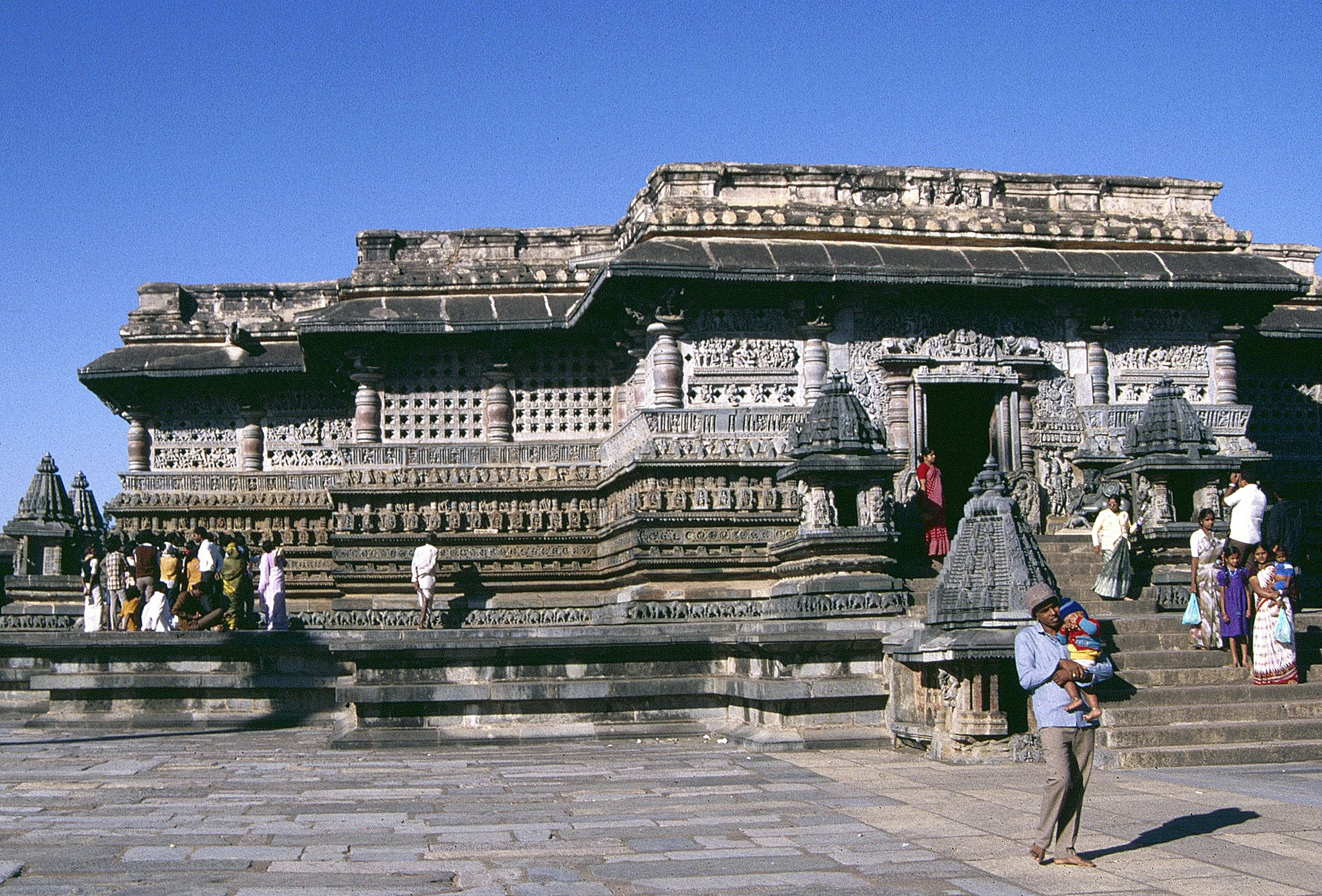
El templo de Kesava en el complejo de Chennakeshava en Belur ha estado activo desde su fundación
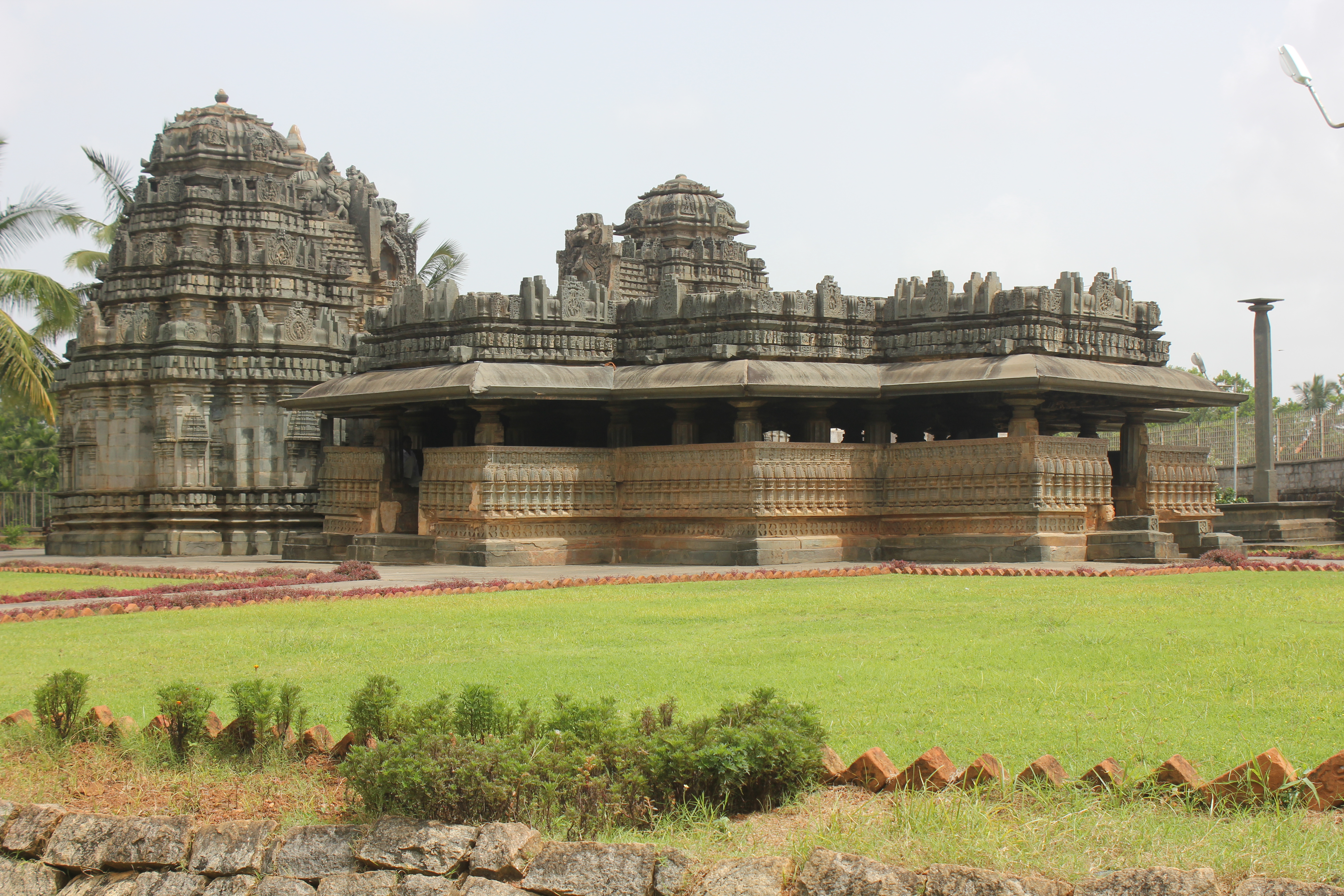
Templo Kedaresvara en Balligavi (siglo XI, ampliado en 1131)
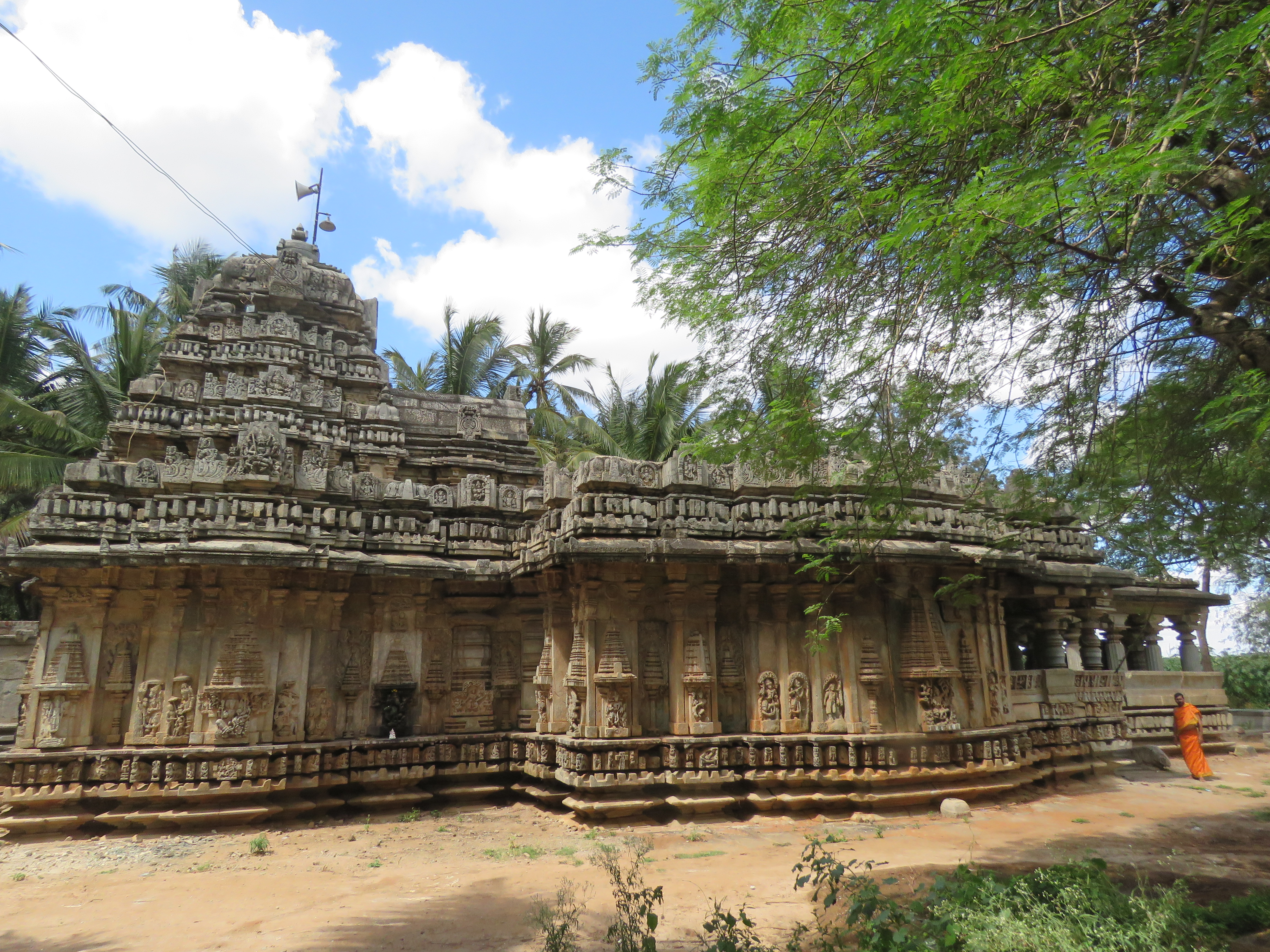
Templo Brahmeshvara en Kikkeri (acabado en 1171)
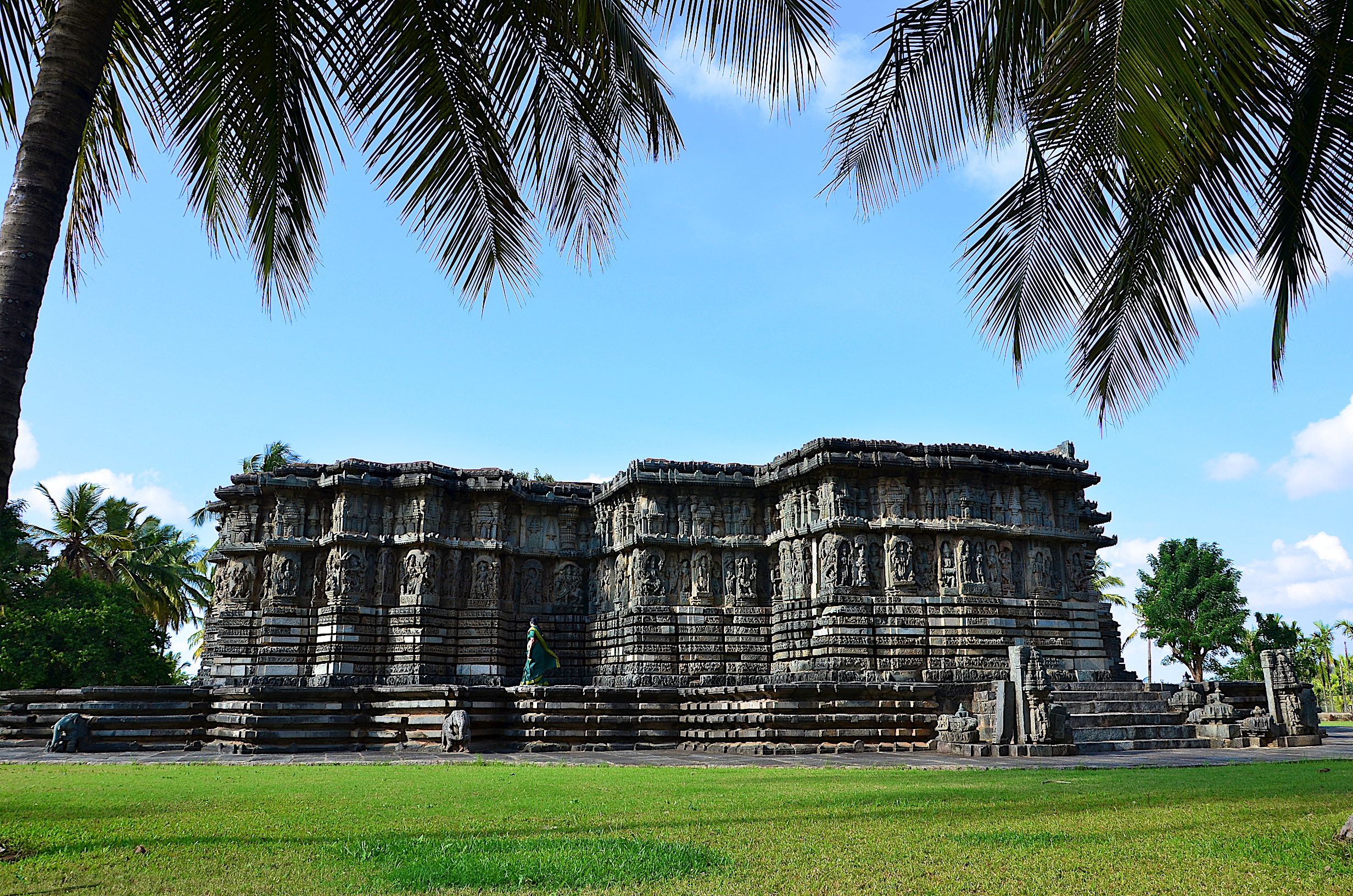
Templo Kedareshwara en Halebidu
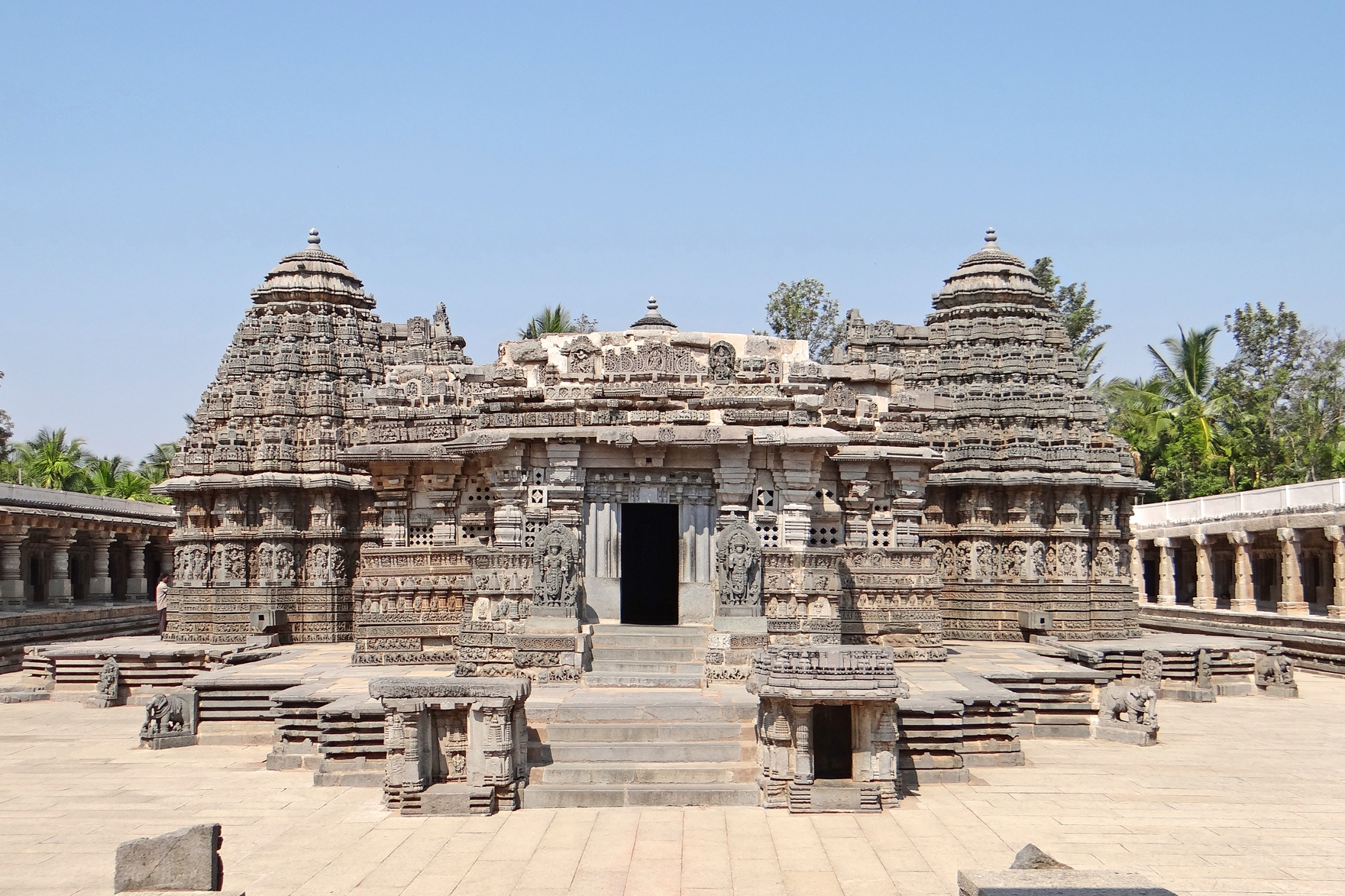
Templo de Chennakesava, en Somanathapura, consagrado en 1258

## Historia
La influencia de este imperio se encontraba en su cenit durante el siglo XIII, cuando dominaba el sur de la meseta de Decán. Han sobrevivido cerca de un centenar de templos de este estilo en el actual estado de Karnataka, mayormente en el distrito de Malnad, una región de los Ghats occidentales, patria de origen de los reyes hoysala.
Los templos construidos antes de la independencia de los Hoysala, a mediados del siglo XII, acusan significativamente la influencia de la arquitectura chalukya occidental, mientras los templos posteriores, retienen algunos aspectos, pero muestran inventivas decoraciones y ornamentaciones, producto único de los artesanos hoysala.
La vigorosa actividad constructiva de templos del imperio Hoysala se debió a los factores sociales, culturales y políticos del periodo. La transformación estilística de la tradición, en los templos de Karnataka, refleja los rasgos religiosos popularizados por los filósofos vaisnaistas y shivaístas, muestran el crecimiento del poder militar de los soberanos de Hoysala, que deseaban avanzar a los antiguos señores de Chalukya occidental en méritos artísticos.

## Investigación

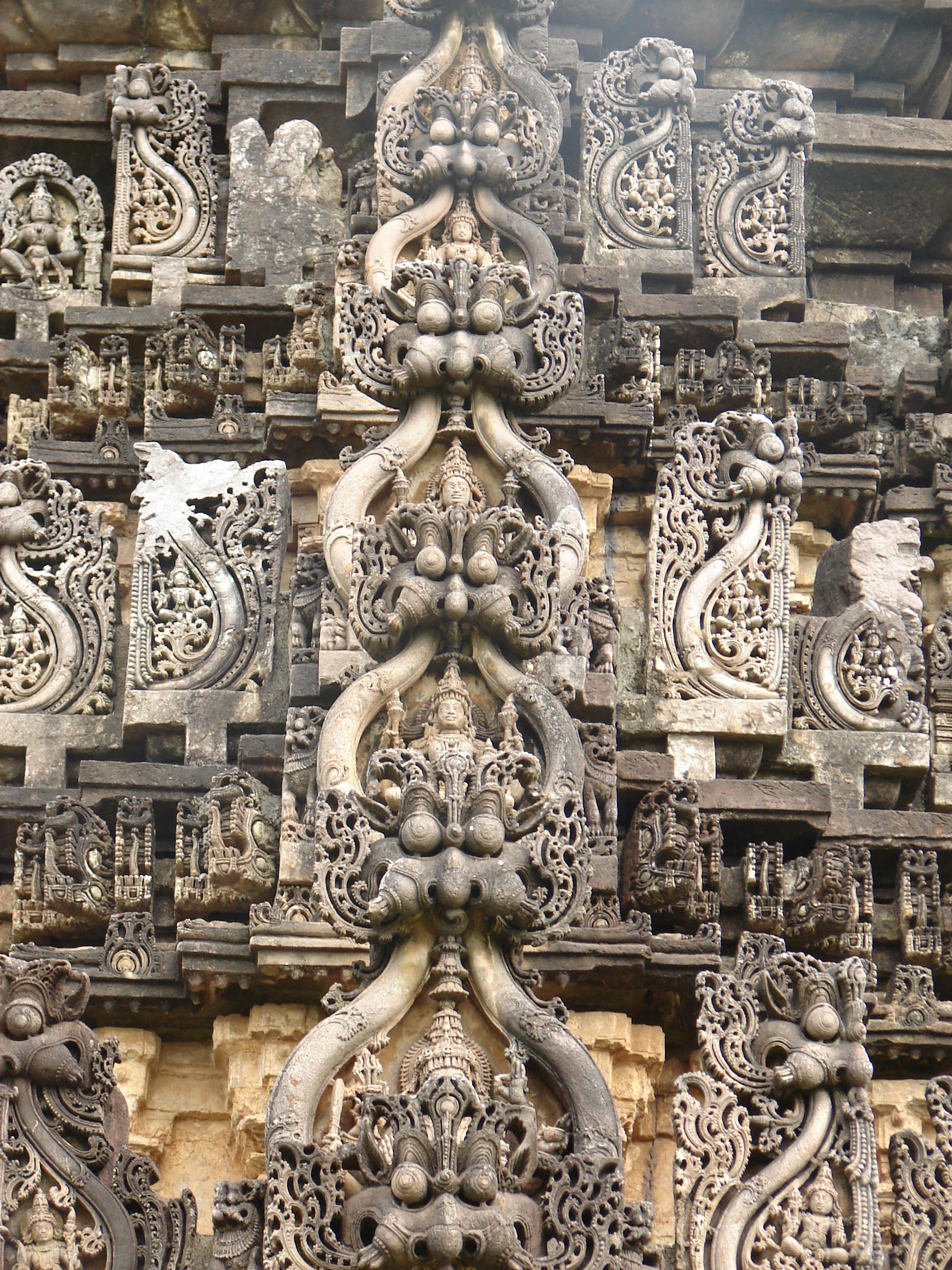
Kirtimukha, caras de demonios con cuernos, ojos saltones, boca abierta y grandes colmillos en la torre del templo de Amrutesvara, en Amruthapura.

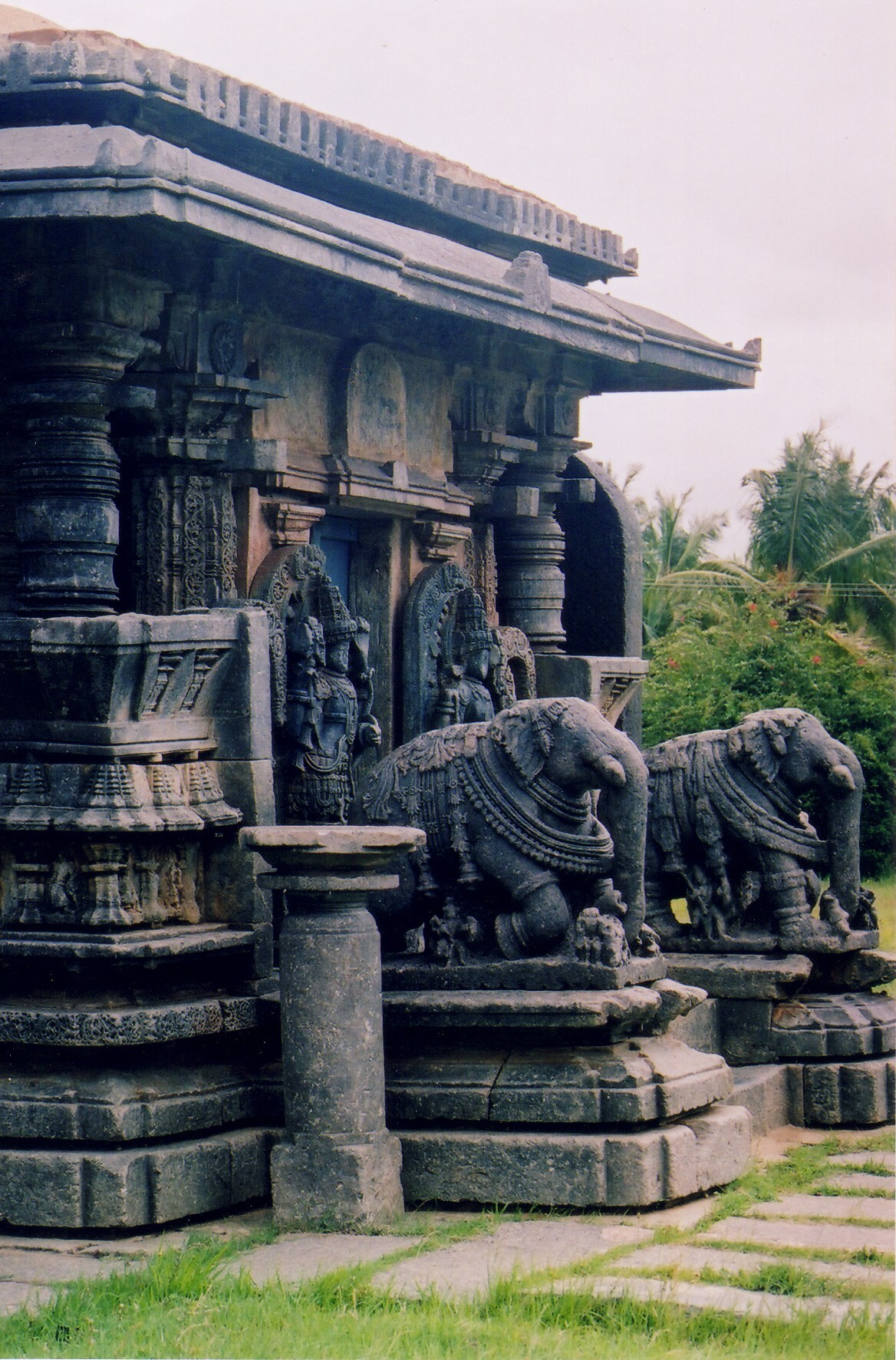
Elefantes en la balaustrada del templo de Butxesvara, sin jagati, en Korvangla.

Estudios en tiempos modernos han indicado que mil o mil quinientas estructuras fueron construidas por los Hoysala, de las cuales alrededor de un centenar permanecen hoy en día. El estilo hoysala es una derivación del estilo Chalukya occidental, popular durante los siglos X y XI.
Aunque claramente drávida (esto es, basado únicamente en las características de este estilo arquitectónico), la arquitectura hoysala es calificada como un estilo independiente. Al mismo tiempo que los Hoysala introducían características innovadoras en su arquitectura, también incluían rasgos tomados de los primeros grandes constructores de Karnataka, como la dinastía Kadamba. Estas características fueron el uso de talco como principal material de construcción, ventanas de piedra calada -muy populares en los templos de Hoysala- y la vimana de patrón estrellado. Todas estas características eran populares ya en tiempo de sus primeras dinastías, los chalukyas occidentales. Otra característica fue el estilo escalonado de la torre vímana, llamada kadamba shikhara, heredera de la dinastía Kadamba.
El conocimiento de los efectos luz-sombra en las paredes talladas estuvo arraigado en la artesanía de los escultores hoysala y lo utilizaron con el máximo efecto en las esculturas colocadas en numerosas hornacinas. La escultura hoysala, con toda su riqueza, se presenta como un buen reto para los fotógrafos. La maestría de los hoysala con la piedra ha sido comparada en finura con los trabajos de orfebrería y tallas de marfil. La abundancia de joyería que lucen las figuras esculpidas y la variedad de peinados y «tocados» representados nos dan una idea clara de los estilos contemporáneos.

## Complejo de templos
Un templo hindú es un lugar de contacto entre dioses o deidades, y humanos. El foco espiritual de un templo es su centro, el garbhagriha —el sancta sanctorum en el lugar más interno del templo— donde reside la imagen de la deidad, su arquitectura está diseñada para permitir el acceso de los devotos desde el exterior hasta la garbhagriha atravesando pasillos ambulatorios de circunvalación y mandapas (salas o cámaras), que se convierten tanto más sagradas cuanto más cerca de la deidad se encuentran. Los templos de Hoysala se componen de varias partes que surgen separadamente para integrarse en un todo orgánico unificado, en contraste con los templos del país Tamil donde las diferentes partes culturales permanecen independientes. A pesar de que superficialmente son únicos, los templos de Hoysala se parecen estructuralmente. Se caracterizan por una compleja profusión de esculturas decorando cada parte del templo, cinceladas en esteatita blanda —un esquisto talcoso, material óptimo para intrincadas tallas— y ejecutadas generalmente por artistas locales, exhiben caracteres arquitectónicos que los distinguen de las otras arquitecturas religiosas del sur de la India.

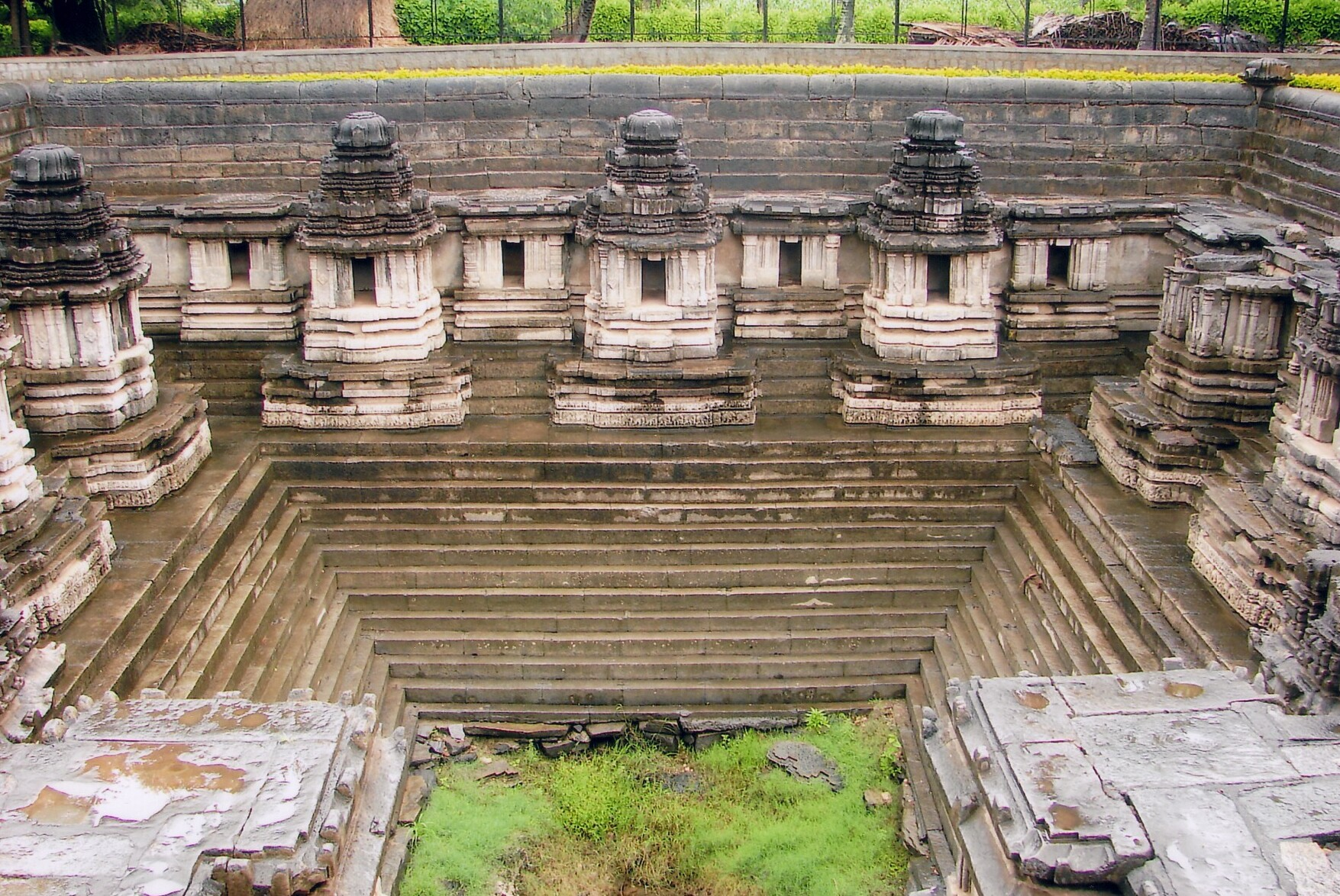
Kalyan («piscina escalonada»), en Hulikere.

La mayoría de los templos de Hoysala tienen un porche, sostenido por pilares torneados de forma circular o acampanada que, a veces, eran cortados con estrías más profundas y modelados con motivos decorativos. Las edificaciones se construían sobre plataformas, elevadas un metro del suelo, llamadas jagati. Este elemento, además de proteger la edificación de inundaciones y proporcionar al templo un aspecto más esbelto, servía como pradakshinapatha (deambulatorio) para rodear el templo, mientras el garbagriha quedaba excluido de esta función. Estos templos tienen un conjunto adicional de escalones que conducen a un mandapa (sala) abierto, sin paredes. Buen ejemplo de este estilo es el templo de Kesava en Somanathapura. El jagati que está unido al resto de las paredes del templo, siguiendo un patrón de zig-zag en planta, una innovación de Hoysala. Una pareja de hornacinas, cada una con una deidad y una torre en miniatura directamente encarada a la entrada, pueden embellecer ambos lados de la escalinata de la plataforma. Los fieles primero podían completar una vuelta ritual sobre el jagati empezando desde la entrada principal, caminando hacia la derecha, en sentido de las agujas del reloj, antes de entrar al mandapa, siguiendo los relieves de las paredes exteriores del templo, que muestran escenas épicas de la tradición hindú secuenciadas cronológicamente. Los templos que no están situados encima de un jagati pueden tener la escalinata, que conduce del suelo al mandapa, flanqueado por un antepecho decorado con elefantes. Un ejemplo de templo sin plataforma elevada es el templo de Bucesvara a Korvangla (distrito de Hassan). En templos dvikuta, los que tienen dos santuarios, las  vímanas pueden estar ubicadas tanto una al lado de la otra como en lugares opuestos. El templo de Laksmídevi a Doddagaddavalli tiene un santuario más pequeño en cada una de las esquinas del complejo amurallado de templos, que se añade a cinco santuarios mayores. También construyeron piscinas de inmersión escalonadas, llamadas  Pushkarni o Kalyan , la piscina de Hulikere es un ejemplo, con sus doce capillas menores que contienen deidades hindúes.

## Elementos arquitectónicos

### Mandapa

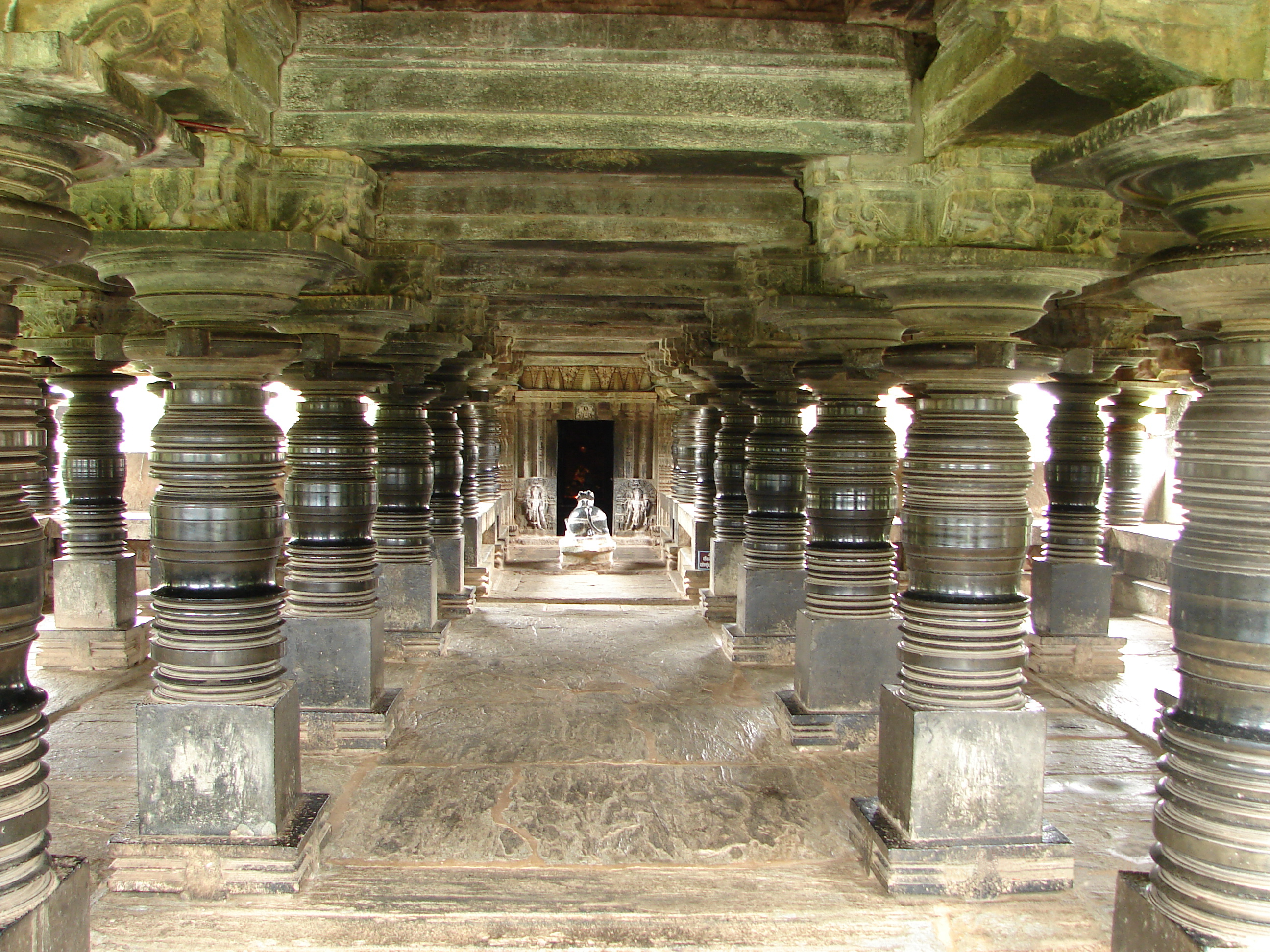
Mandapa abierto con pilares torneados en el templo de Amrutheswara en Amruthapura.

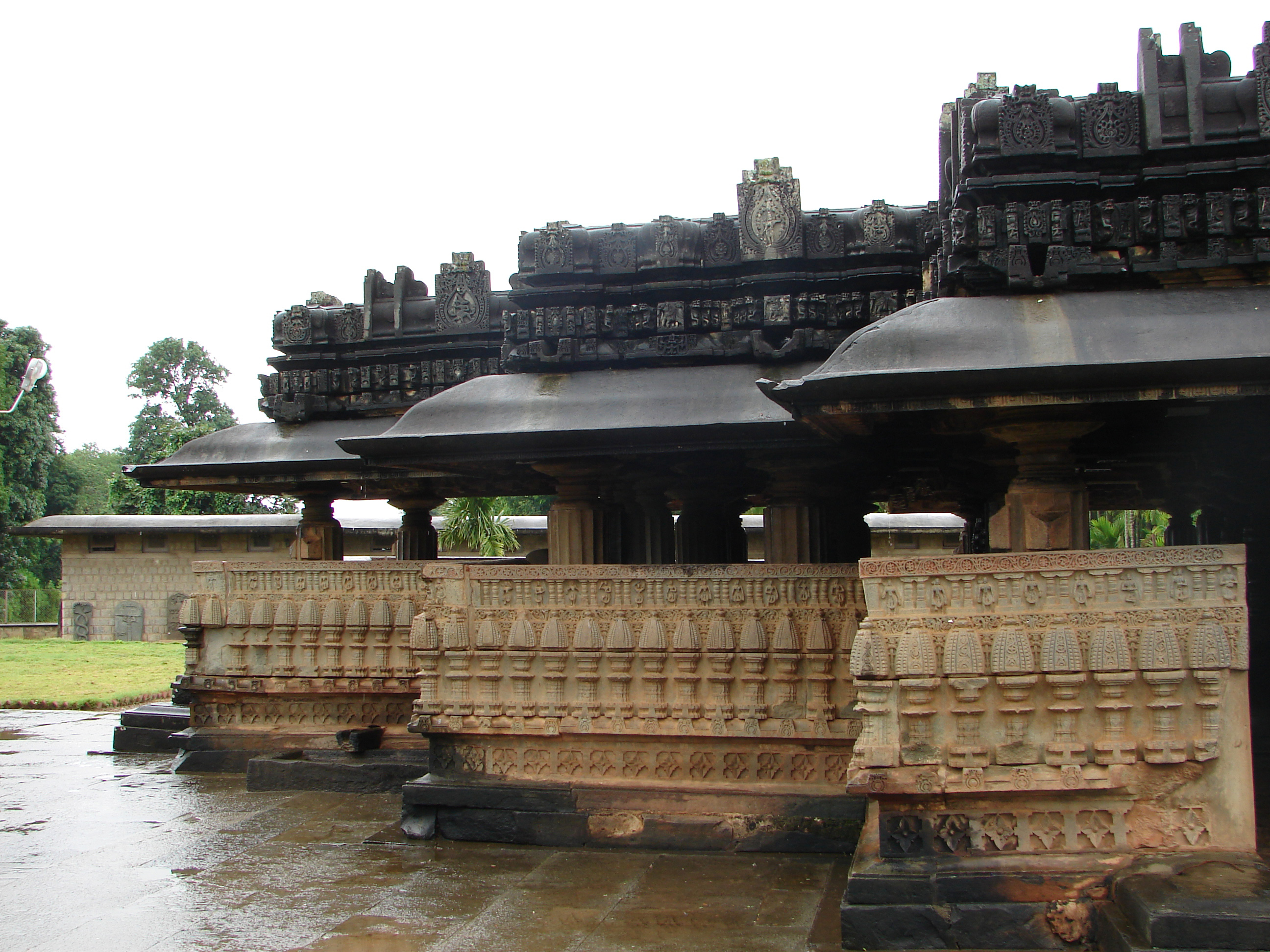
Mandapa de planta quadrada escalonada en el templo de Kedaresvara, en Balligavi.

El mandapa es la sala donde grupos de gente se reúnen durante las plegarias. Su entrada normalmente tiene un dintel muy ornado llamado mákara-torana, —el mákara es una bestia imaginaria y una torana es cualquier decoración situada en un lugar alto—. Es normal que esté abierto sin paredes que sirve de sala exterior además en los grandes templos tienen uno interior, pequeño y cerrado y el santuario. Los mandapas abiertos tienen áreas con asientos hechos de piedra que utilizan como respaldos el mismo parapeto de la pared, los asientos siguen el mismo diseño cuadrado y escalonado del antepecho. El abierto, es la parte más espaciosa del templo y acogía grandes congregaciones de gente. Aquí el techo está sustentado por numerosos pilares que originan muchos intercolumnios; incluso las más pequeñas mandapas tienen trece intercolumnios. La planta de los mandapas tiene forma de sala cuadrada, o rectangular cuando se añade un pronaos, con cuatro columnas en el centro que forman nueve intercolumnios con las situadas en el perímetro, y es el estilo usado en la mayoría de los templos de Hoysala. Las paredes tienen parapetos con semicolumnas que soportan los extremos del tejado, lo que permite la entrada de mucha luz que hace visibles los detalles de las esculturas. El techo del mandapa generalmente se embellece con esculturas mitológicas y florales, está formado por una cúpula y contiene representaciones escultóricas de motivos indígenas y otras decoraciones similares. El templo de Amruteswara en el distrito de Txikmagalur tiene cuarenta y ocho cúpulas en la mahamandapa (gran sala abierta).
Si el templo es pequeño, está compuesto por un mandapa cerrado —con las paredes hasta el techo— y la capilla. Este mandapa cerrado, bien decorado por dentro y por fuera, es mayor que el vestíbulo que conecta la capilla con el mandapa y tiene cuatro columnas torneadas que sostienen el techo, la cúpula del cual puede ser bastante profunda. Las cuatro columnas forman nuevos intercolumnios en la sala, cada uno de los cuales se encuentra finamente decorado. Las celosías de piedra colocadas entre los pilares para filtrar la luz son un elemento característico del estilo hoysala.

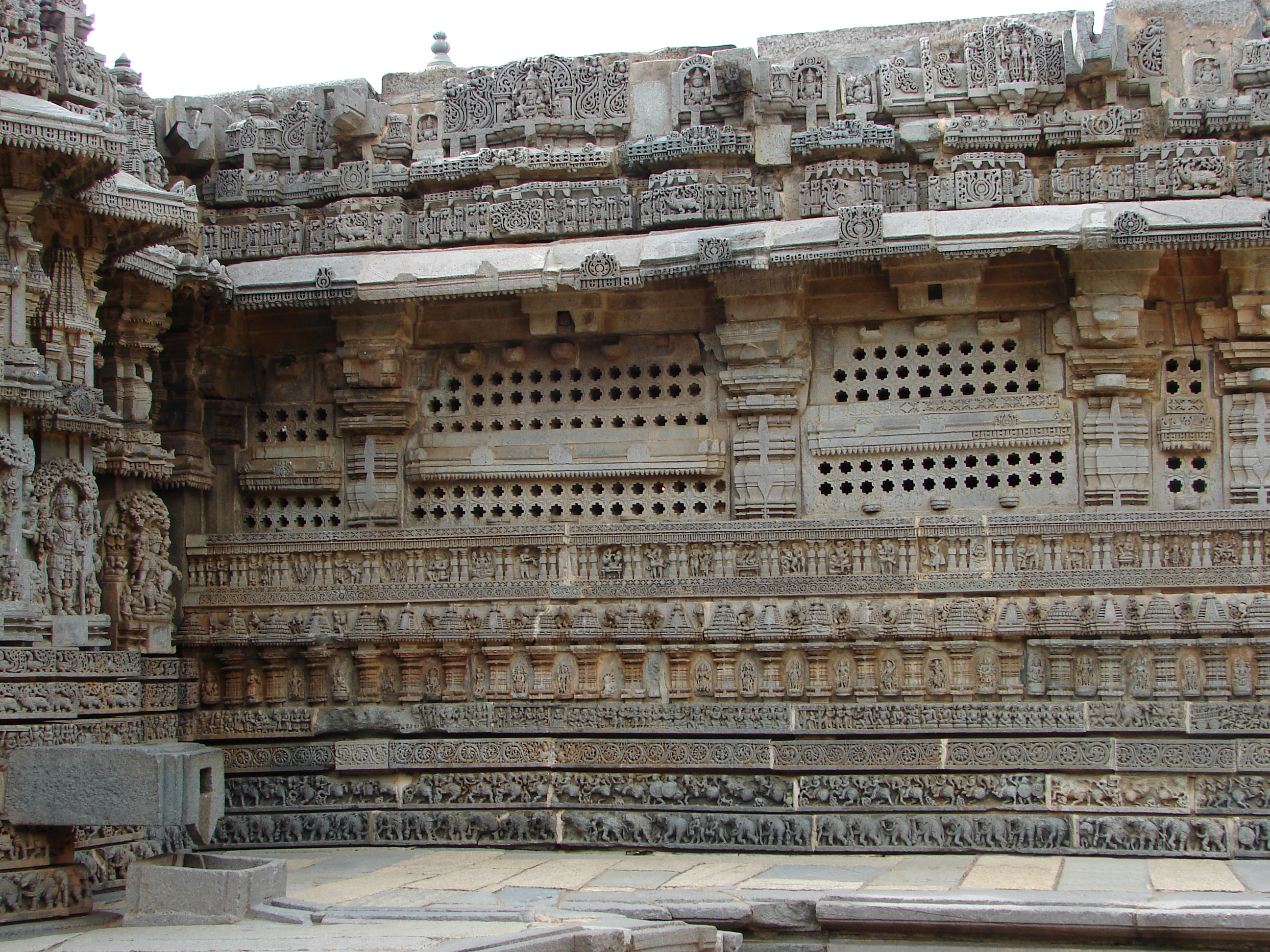
Celosías en el templo de Kesava, en Somanathapura.

Un porche adorna la entrada al mandapa cerrado, con el dosel sustentado por dos semicolumnas y dos parapetos, todo profusamente decorado. Este espacio se comunica con la celda mediante un recibidor, una pieza cuadrada que también conecta las capillas, sus paramentos exteriores están bien decorados pero, como el recibidor no es muy grande, no suele ser una parte demasiado conspicua del templo. El recibidor tiene una torre baja llamada sukanasi o «nariz», sobre la que está instalada el emblema de los Hoysala. En Belur y Halebidu, estas torres-esculturas son más grandes y se colocan en todas las puertas.
Los mandapa interiores o exteriores (cerrados o abiertos) tienen pilares circulares torneados, con cuatro soportes encima. Sobre cada soporte reposa una, o varias, figuras esculpidas llamadas salabhanjika o madanika. Los pilares pueden exhibir delicadas tallas en su superficie y no hay dos iguales.  Así es como el arte de los Hoysala difiere de la arquitectura de sus primeras dinastías, los chalukyas occidentales, que añadían detalles esculpidos en la base circular del pilar y dejaban limpia la parte superior. Los pilares torneados son 16, 32 o 64, algunos tienen forma acampanada y poseen propiedades que les hace reflejar la luz. El templo de Parsvanatha Basadi en Halebidu es un buen ejemplo. El eje del pilar es un monolito con la base terminada como un cuadrado y figuras bien esculpidas embelleciendo la parte superior.

### Vímana

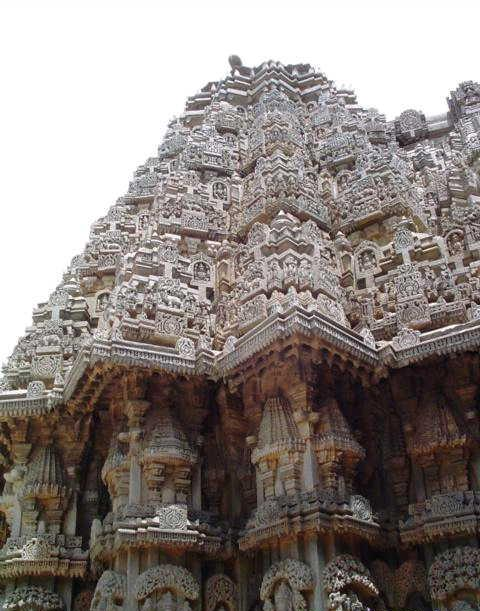
Estructura estrellada de una Vímana en Somanathapura.

La vímana es la torre que corona la garbhagriha también llamada sancta sanctorum, contiene la más sagrada de las capillas donde residen las imágenes de los dioses presidiendo el espacio. La vímana está a menudo coronada por una torre diferente por la parte interior y por el exterior. En el interior la cámara es lisa y cuadrada, mientras el exterior está profusamente decorada y puede ser de forma estrellada o como espacios fraccionados, o como una combinación de ambos, que le proporcionan muchos salientes y entrantes, que parecen multiplicarse cuando la incide la luz. Cada saliente y entrante, posee una ornamentación completa, que es rítmica y repetitiva, y está compuesta por sillares y molduras que forman el perfil de la torre. Depende el número de capillas el número de torres, los templos se clasifican como ekakuta (una), dvikuta (dos), trikuta (tres), txatushkuta (cuatro) y pantxakuta (cinco). La mayoría de los templos de Hoysala son ekakuta, dvikuta o trikuta. En templos de múltiples capillas, todas las partes esenciales están duplicadas para conseguir simetría y equilibrio. Las capillas menores del templo suelen tener su propia torre. Hay casos en que un templo es trikuta pero solo tiene una torre encima de la capilla principal, en el centro de la edificación. Así, la terminología no siempre es precisa. Capillas más pequeñas adosadas a las paredes exteriores y hacia fuera de una vímana mayor son un rasgo común.
El kalasa es el punto más elevado del templo, tiene forma de un viejo recipiente de líquidos y se alza sobre la cima de la torre. Este componente de la vímana a menudo ha sido reemplazado, debido a su estado en ruina, por un pináculo metálico. Bajo la kalasa se encuentra una estructura esculpida que parece una cúpula, formada por grandes bloques de piedra, que parece un casco. Su planta suele hacer unos cuatro metros cuadrados y sigue la forma de la capilla. Bajo esta estructura hay techos abovedados, en salas de planta cuadrada, todas más pequeñas que la principal y coronadas por pequeñas kalasas. Estos techos se mezclan con otros pequeños de formas diferentes y ornamentadas. La torre de la capilla generalmente tiene tres o cuatro niveles de filas de techos decorados mientras la torre encima del sukanasi tiene un nivel menos, haciendo que la torre parezca una extensión de la torre principal (la «nariz»). Un nivel de techo decorado recorre por encima de la pared de un mandapa cerrado por encima de los pesados aleros salientes de la cubierta de otro mandapa abierto y por encima de los porches.

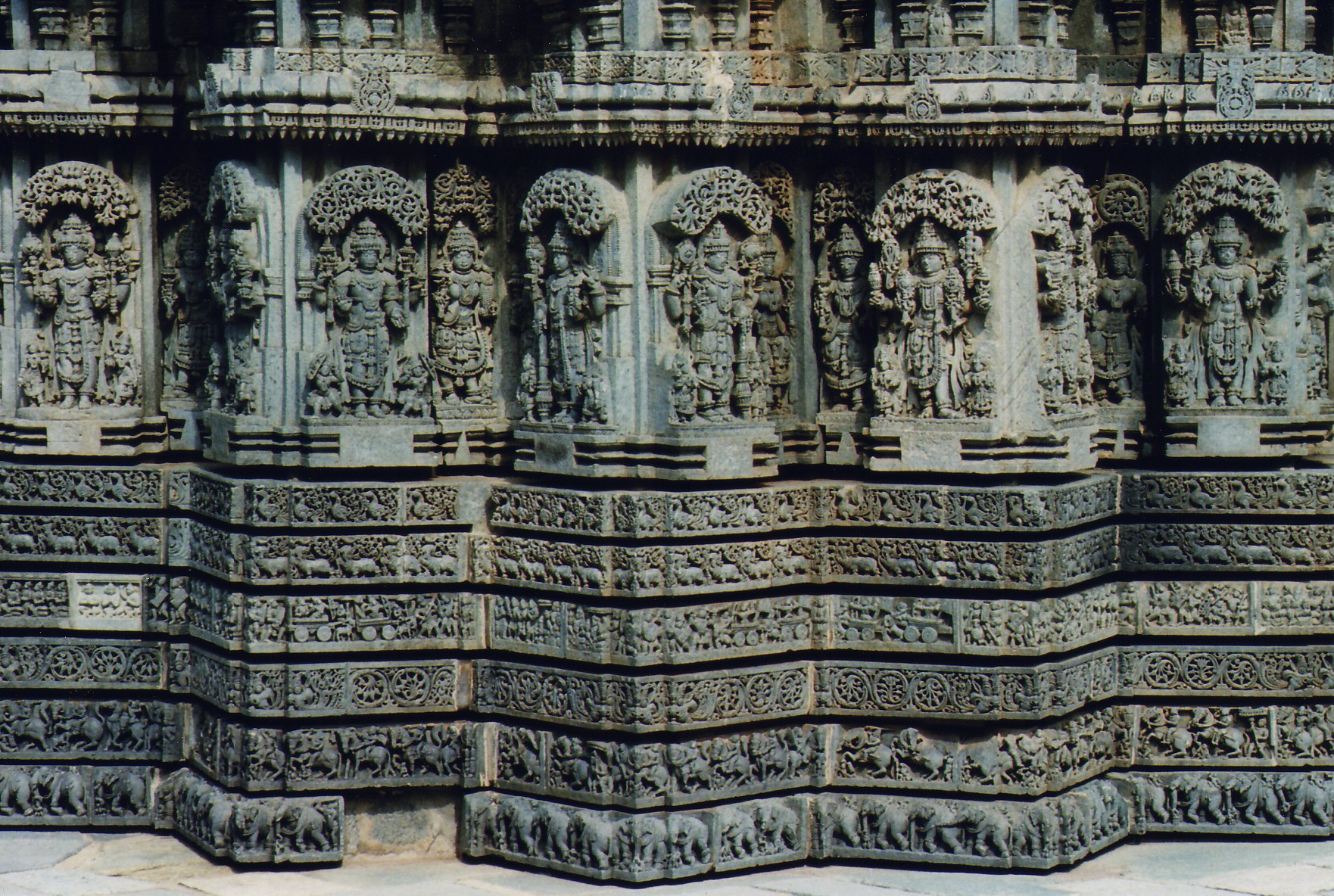
Muro exterior con seis molduras horizontales en el templo de Kesava, en Somanathapura.

Por debajo de la superestructura de la vímana están los voladizos del templo proyectándose medio metro de la pared. Por debajo de los aleros se pueden encontrar dos esquemas decorativos diferentes, dependiendo de que el templo se construyera al inicio o al final del período del imperio. En los primeros templos, construidos con anterioridad al siglo XIII, hay un alero y debajo de él torres en miniatura decoradas, por debajo de estas torrecillas hay un panel de deidades hindúes con sus asistentes y a continuación, un conjunto de cinco molduras diferentes que forman la base de la pared. En los últimos templos se encuentra un segundo alero, recorriendo cerca de un metro por debajo de los aleros más altos, con torres en miniatura decoradas colocadas entre ellas. Las imágenes de los dioses en la pared están por debajo de los aleros inferiores, seguidas por seis diferentes molduras del mismo tamaño. Esto es llamado generalmente «tratamiento horizontal». Las seis molduras en la base están divididas en dos secciones. Empezando por la inferior, la primera capa contiene una procesión de elefantes, por sobre ella hay caballeros y encima una banda de follaje. La segunda sección horizontal tiene representaciones épicas hindúes y escenas del puránica —texto religioso con genealogías de dioses, héroes, sagas, y descripciones de la cosmología, filosofía y geografía hindú— ejecutadas con detalle. Por encima de estas secciones hay dos frisos de yallis —leones imaginarios con colmillos de elefante y cola de serpiente— o mákaras —bestia de la mitología hindú con la parte anterior de animal terrestre y la posterior de animal acuático con cola de pez— y hamses (cisnes). La  vímana, en un rasgo particular de la arquitectura Hoysala, se divide en tres secciones horizontales y está incluso más ornamentada que las paredes.

### Escultura

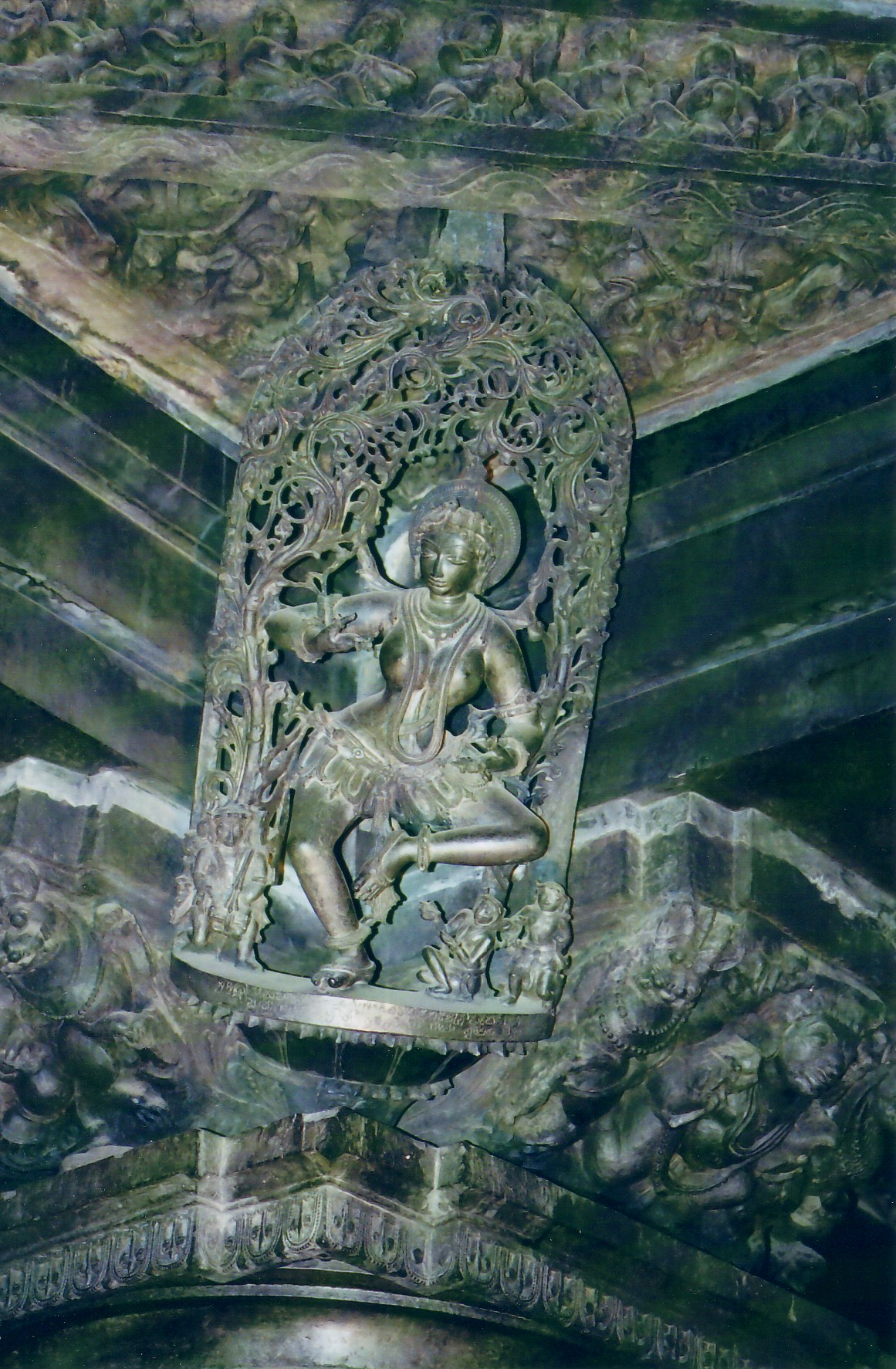
Madanika en el templo de Txennakesava, en Belur.

Los escultores de Hoysala son famosos por su detallismo, aplicado en las representaciones de aspectos de la vida diaria, como el erótico, y de la épica hindú, yallis, deidades, kirthimukha. El material, el esquisto - clorita, permite un estilo de talla virtuoso. Sus obras prestan especial atención en los detalles precisos, cada aspecto, hasta las uñas de los pies, es tratado con perfeccionismo.
Salabhanjika, un diseño común en la escultura hoysala, es una antigua tradición que se remite a la escultura budista: "Sala" se refiere al árbol sala y «bhanjika» es la casta doncella. En el idioma de Hoysala, las figuras madanika son objetos decorativos ubicados en los ángulos de los muros exteriores de los templos cerca del techo para que los adoradores que circunvalan el templo los puedan ver. Hacen la función de figuras de apoyo, en forma de pilares, dentro de las mandapa. Estas madanika se esculpieron, de manera aparentemente comprometida, en actividades artísticas, como músicos con sus instrumentos y danzantes. Kirthimukhas, a menudo con caras de demonios, adornan las torres de las vímanas de algunos templos. Algunas veces, los artistas escultores firmaban sus creaciones.

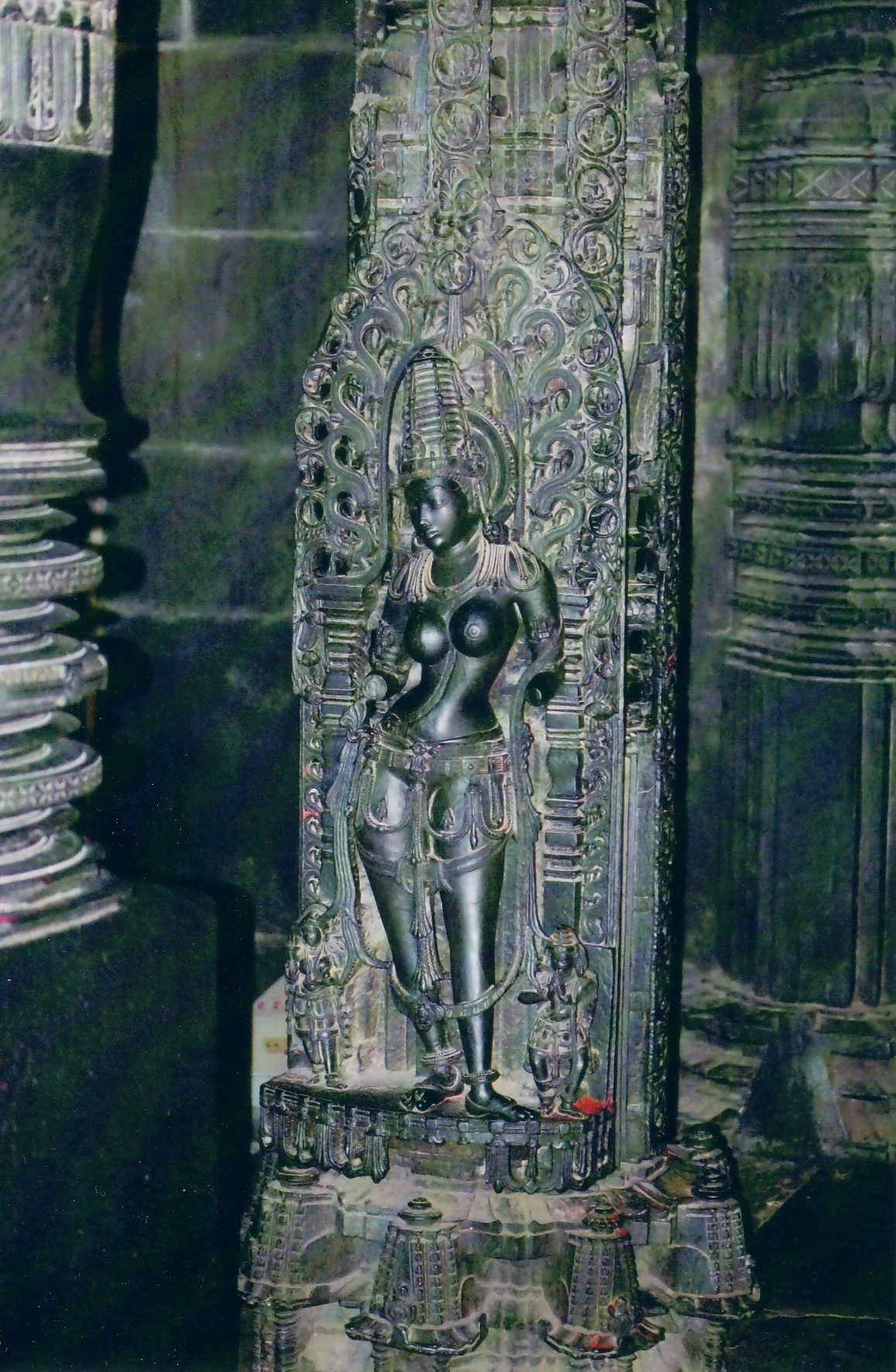
Sthamba buttalika, influencia chola en el arte Hoysala, en Belur.

Los sthamba buttalikas son pilares que muestran trazas del arte  de la dinastía Chola en los toques chalukya. Algunos de los artistas que trabajaban para los Hoysala debían ser del país Chola, consecuencia de la expansión del imperio hacia las regiones de idioma tamil del sur de la India. La imagen de Mohinī en uno de los pilares del mandapa (sala cerrada) del templo de Txennakeshava es un buen ejemplo del arte chola.
Los temas de la vida cotidiana están expuestos en murales. Encontramos representadas la manera en que los caballos llevaban las riendas, la clase de estribos que usaban, la talla escultórica de bailarines, músicos instrumentistas, y frisos de animales  preferentemente leones y elefantes, donde ninguno de ellos es idéntico. Quizás ningún otro templo del país refleja con más fidelidad la épica de los Ramayana y Mahabharata —las dos poesías épicas principales de la antigua India, con textos religiosos— que el templo de Hoysaleshwara de Halebidu.
El erotismo fue un tema que los artistas de Hoysala trataron con discreción, a diferencia de los de otras regiones de la India. Aquí no hay exhibicionismo y las tallas de escenas eróticas están en hornacinas, generalmente miniaturizadas y discretas. Estas representaciones eróticas se asocian a la práctica Shaktí. La puerta del templo está profusamente grabada con adornos llamados mákara-torana (el mákara es un animal imaginario) y a cada lado de la puerta se exhiben salabhanjika (doncellas).
Aparte de estas esculturas, se esculpieron secuencias de la épica hindú —principalmente del Ramaiana y del Majábharata— siguiendo un orden, en dirección de las agujas del reloj, comenzando desde la entrada principal; el orden de la secuencia es el mismo del sentido en que los fieles hacen sus circunvalaciones dirigiéndose al espacio sagrado en el interior del edificio, el sancta sanctorum. Representaciones mitológicas tales como la del héroe épico Áryuna disparando a peces, el dios con cabeza de elefante Ganesha, el dios del sol Suria, el dios de la meteorología y la guerra Indra, y Brahmá con Sárasuati son frecuentes. Se ve a menudo en estos templos a la diosa Durga, con varios brazos sosteniendo armas que otros dioses le han otorgado, en el momento de matar a un búfalo —en «realidad» un demonio en forma de búfalo— Jari Jara una fusión de los dioses Shivá y Visnú, sosteniendo una concha, una rueda y un tridente. Muchos de estos frisos fueron firmados por los artesanos que los elaboraron y son las obras de arte más antiguas firmadas de la India.

## Deidades de los templos

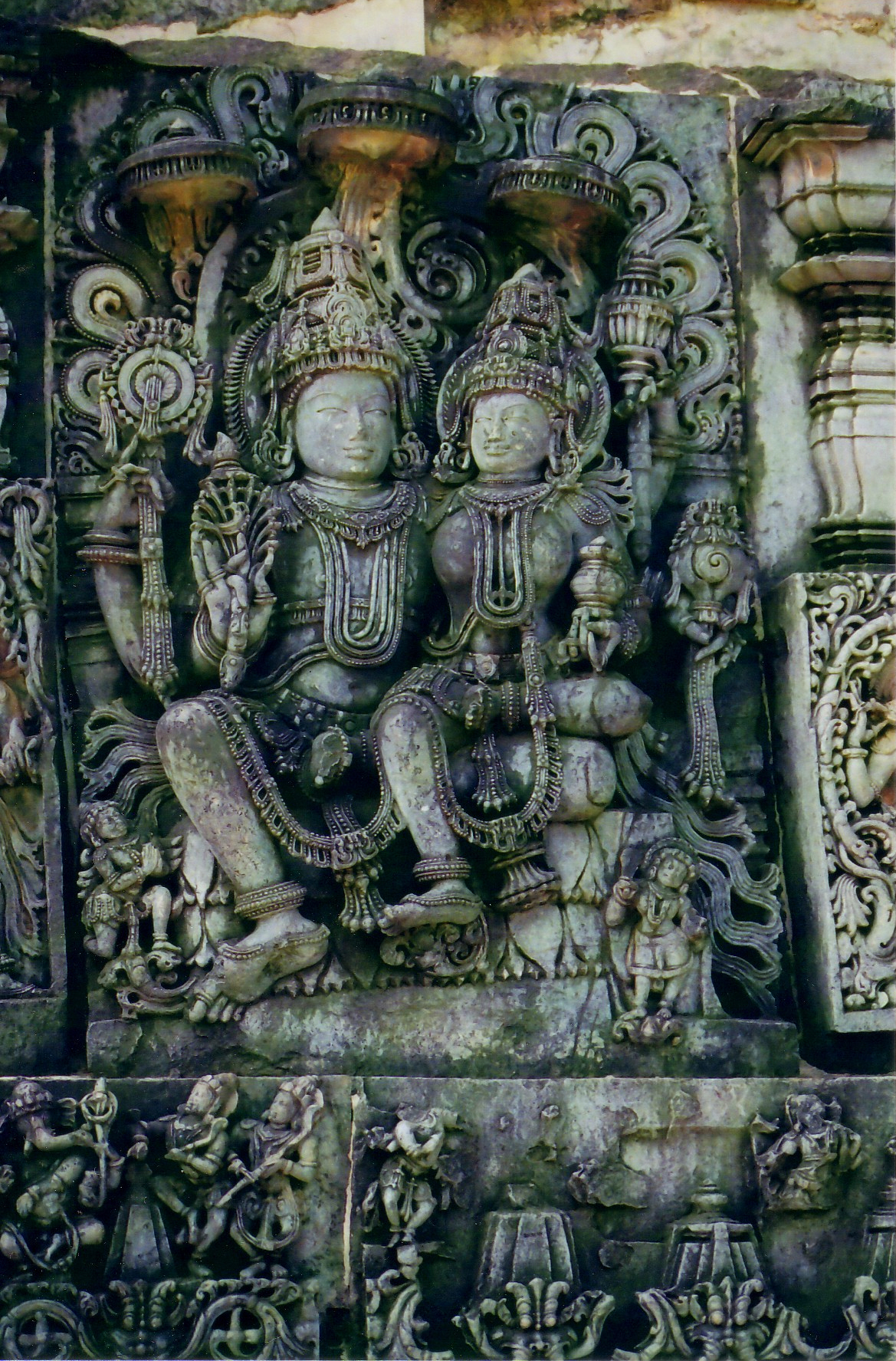
Escultura Laksmi-Naraiana (Visnú con Laksmí sentada en su falda, en el templo de Hoysaleshwara, en Halebidu.

El hinduismo es una combinación de creencias sagradas seculares con rituales y prácticas periódicas tradicionales, que han evolucionado a lo largo de más de dos mil años y encarna un complejo simbolismo que combina el mundo natural y la filosofía. Los templos hindúes empezaron siendo simples santuarios que albergaban una deidad y en tiempos de los hoysala habían evolucionado convirtiéndose en edificios bien articulados en los que los fieles buscaban la trascendencia del mundo diario.
Los templos hoysalas no se limitaban a ser usados por miembros de una tradición específica del hinduismo sino que atraían fieles de diferentes confesiones hindúes. Los hoysala solían dedicar sus templos a Shivá o a Visnú —dos de los principales dioses hindúes— pero, ocasionalmente, escogían otra deidad. A los adoradores del dios Shivá se les llama shivaístas y los de Visnú, visnuistas. Mientras el rey Visnú-Vardhana y sus descendientes practicaron la fe de los visnuistas, se constata que la dinastía Hoysala mantuvo el equilibrio y la armonía construyendo igual números de templos dedicados a Shiva como Visnú. La mayoría de estos templos tienen características seculares con temas generales representados en sus esculturas, lo que se puede observar en el famoso templo de Txennakesava de Belur dedicado a Visnú y en el templo de Joisalésuara de Halebidu dedicado a Shiva. El templo de Kesava en Somanathapura es diferente ya que su ornamentación es estrictamente visnuista. Generalmente los templos visnuistas se dedicaban a Keshavá, mientras unos cuantos advocan a Laksmi-Naraiana y Laksmi-Narasimja (ambos, Nara Naráiana y Narasimja, son avatares de Visnú) con una representación de Laksmi, consorte de Visnú, sentada a sus pies.

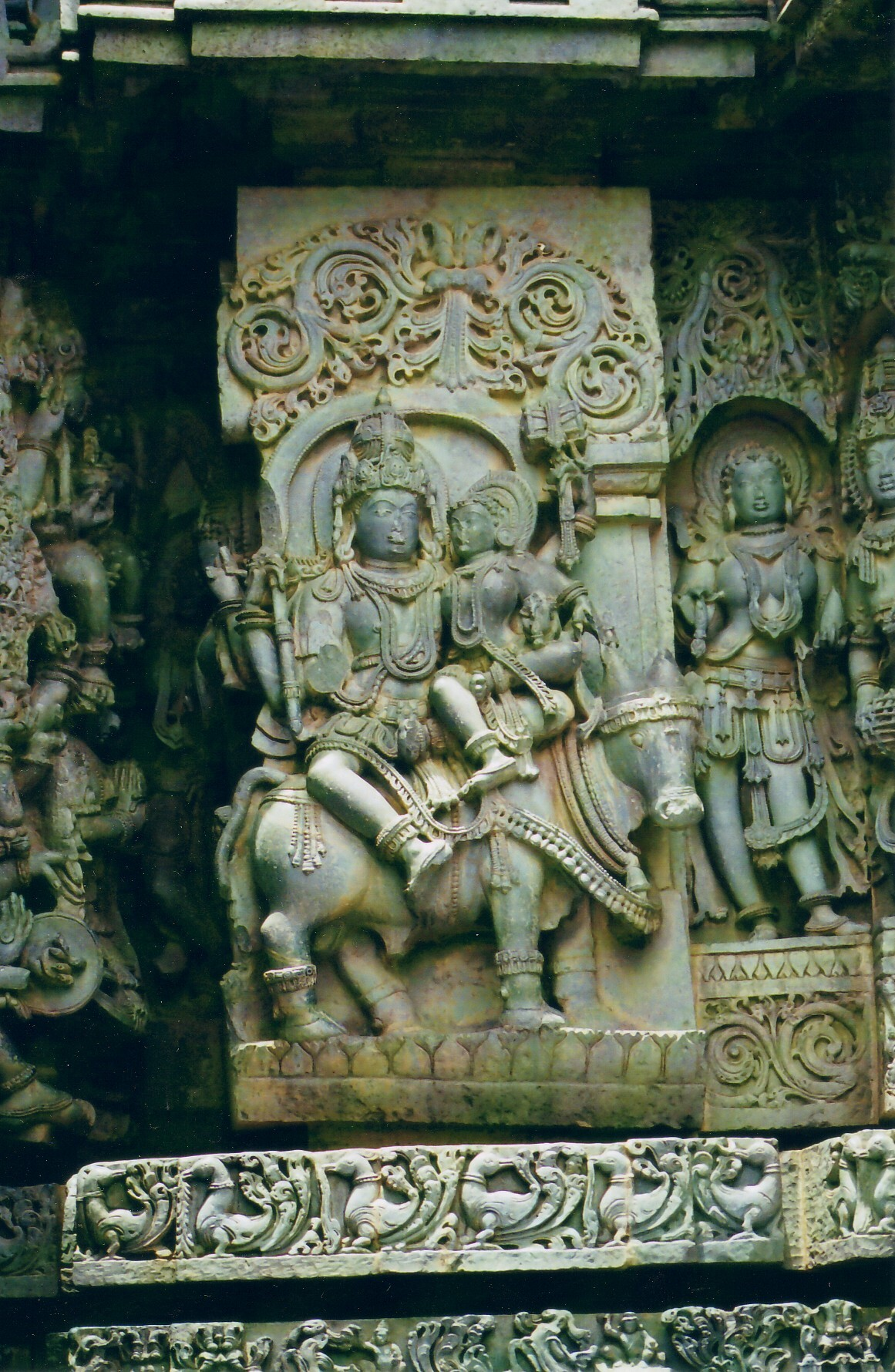
Escultura de Shiva, Parvati y Nandi en el Templo de Joisaléshuara, en Jalebidu.

Los templos dedicados a Visnú son siempre llamados según la deidad. Los templos dedicados a Shiva a menudo acaban con el sufijo íshuara (‘señor de’), por ejemplo Hoysaleswara significa ‘señor de Hoysala’. Los templos pueden ser llamados, también, con el nombre del creyente que comisionaba su construcción, una muestra es el templo de Bucesvara en Koravangala, llamado así por el devoto Buci. Los templos Shaiva tienen un linga de Shiva, amuleto de fertilidad y símbolo universal de Shiva en el santuario. Las más estridentes decoraciones esculturales son los frisos horizontales aen los paneles de las cerraduras exteriores de los templos, de exquisito detallismo, con intrincadas tallas de imágenes de los dioses, las diosas y sus asistentes. El Templo de Doddagaddavalli Laksmi Devi (diosa de la abundancia), excepcionalmente, no se dedica ni a Visnú ni a Shiva.
La derrota de la dinastía del oeste de Ganga (actual sur de Karnataka) por cholas a inicios del siglo XI y el incremento de los seguidores de los hinduismo visnuista y virashaiva el siglo XII se reflejó en un decreciente interés por el jainismo. Sin embargo, dos notables lugares de adoración jainista fueron construidos en territorio de los hoysala, Shravanabelagola y Kambadahalli, ya que así lo decidieron sus gobernantes para satisfacer las necesidades espirituales y sociales de la población jainista, varios de los cuales han sobrevivido en Halebidu que contienen iconos del jainismo tirthankaras. 
Las dos principales deidades representadas en los templos de hoysala son Shivá y Visnú en sus variadas formas y avatares. A Shivá se le representa normalmente con cuatro brazos, sosteniendo un tridente y un pequeño tambor, entre otros emblemas que simbolizan objetos adorados independientemente de las imágenes divinas a los que están asociados. Cualquier icono masculino con esta característica representa Shiva, excepto en algunos casos en que una figura femenina, Parvati —-la consorte de Shiva—, presenta los mismos atributos. Algunas representaciones del Señor Shiva lo muestran en acción, tal como asesinando a un demonio o danzando sobre la cabeza de un elefante. A menudo le acompaña Parvati o el buey Nandi. Así mismo puede manifestarse como Bhairava.

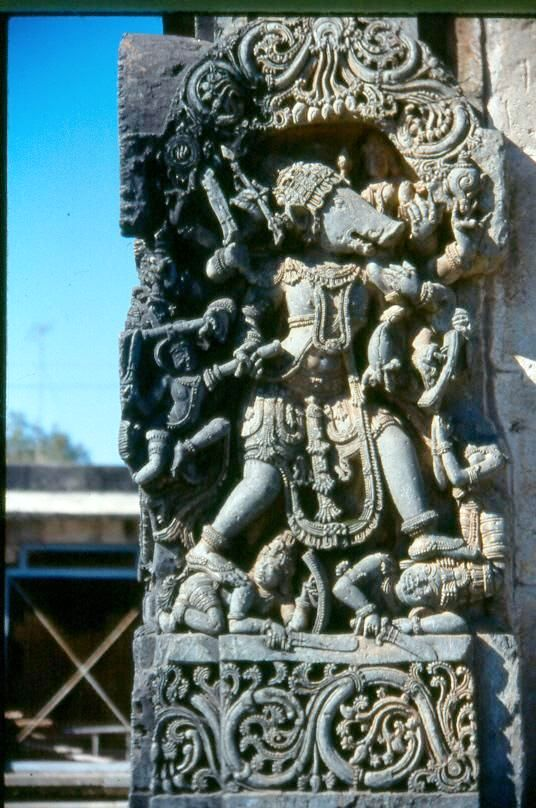
El avatar Varaja (jabalí), en Halebidu.

Una representación de una figura masculina que sostiene diversos objetos como una concha —símbolo de eternidad, de espacios celestiales— y una rueda —símbolo de los tiempos eternos y del poder destuctiu— es Visnú. Si una figura femenina se encuentra representada con estos símbolos, se entiende que es su consorte, Laksmi. En todas las figuraciones Visnú sostiene cuatro objetos: una concha, una rueda, un loto y una maza. Los puede llevar en cualquiera de las varias manos que tiene, haciendo posible veinticuatro combinaciones diferentes y consecuentemente, veinticuatro formas de Visnú, cada una con su nombre propio. Aparte de estas formas, Visnú está representado en cualquiera de sus diez avatares, incluido el dios sentado sobre Ananta Shesha —la serpiente celestial y guardiana de la energía vital—; Visnú con Laksmi sentada en su regazo (Laksmi-Naraiana); con cabeza de león destripando un diablo en su regazo (Narasinja); con cabeza de jabalí caminando sobre un demonio (Varaja); en el avatar Krisná —como Venugopala o el vaquero interpretando la venu (flauta travesera de tradición karnataka); bailando sobre la cabeza de la serpiente Kaliya o subiendo una colina como la de Góvardhana—; con los pies sobre la cabeza de una pequeña figura —Vamana—; con Laksmí sentada sobre Garudá y como águila robando el «árbol parijata» (Pandanus fascicularis).

## Artesanos notables
Mientras los artesanos hindúes medievales permanecieron en el anonimato, los de la dinastía Hoysala firmaron sus obras, el cual ha proporcionado a los estudiosos detalles fascinantes sobre sus vidas, familias, gremios, etc. Aparte de escultores y arquitectos, los miembros de otros gremios, como joyeros, talladores de marfil, ebanistas o plateros, también contribuyeron a la ultimación de los templos. Los artesanos procedían de diferentes lugares y entre ellos había profesionales locales reconocidos. Algunos de los más prolíficos fueron: Amarashilpi Jakanatxari, nativo de Kaidala, en el distrito de Tumkur, que también construyó templos para los chalukyas. Ruvari Malithamma construyó el templo de Kesava en Somanathapura, en el distrito de Mysore, y colaboró en otros cuarenta monumentos, incluido el templo de Amruteshwara en Amruthapura, se especializó en ornamentaciones y trabajó durante seis décadas, normalmente firmaba sus esculturas con el nombre «Malli», o simplemente «Ma». Dasoja y su hijo Chavana, procedentes de Balligavi fueron los arquitectos del templo de Chennakesava en Belur; Kedaroja era el arquitecto jefe del templo de Hoysaleswara en Halebidu. Sus influencias pueden observarse en otros templos construidos por los hoysala. Otros nombres que aparecen son Maridamma, Baicoja, Caudaya, Nanjaya, Bama, Malloja, Nadoja, Siddoja, Masanithamma, Chameya y Rameya.